# Escala Twaddell
L'escala Twaddell és una escala aeromètrica, la unitat de la qual és el grau Twaddell, emprada en la determinació de concentracions de dissolucions que tenen una densitat superior a la de l'aigua.
Fou inventada pel constructor d'instruments científics W. Twaddell de Glasgow a principis del segle xix. És definida per °Twaddell = (densitat -1) × 200, on la densitat és mesurada en g/cm³. L'escala Twaddell és relacionada amb l'escala Baumé (°Bé) per l'expressió: ºTwaddell = (200 + ºBé)/(145 - ºBé)